# Дискография TXT
Дискография южнокорейского бойбенда TXT. Включает в себя три студийных альбома, пять мини-альбомов, одно переиздание, 54 песни. Дебют группы состоялся 4 марта 2019 года с мини-альбомом Dream Chapter: Star.

## Альбомы
| Название                  | Детали | Высшая позиция | Высшая позиция | Высшая позиция | Высшая позиция | Высшая позиция | Высшая позиция | Высшая позиция | Высшая позиция | Высшая позиция | Продажи                                   | Сертификация                      |
| Название                  | Детали | KOR            | AUS Dig.       | BEL (FL)       | FRA Dig.       | JPN            | JPN Hot        | SWI            | US             | US World       | Продажи                                   | Сертификация                      |
| ------------------------- | --- | -------------- | -------------- | -------------- | -------------- | -------------- | -------------- | -------------- | -------------- | -------------- | ----------------------------------------- | --------------------------------- |
| The Dream Chapter: Magic  | - Релиз: 21 октября 2019 года (Корея) - Лейбл: Big Hit Entertainment - Формат: CD, цифровое скачивание, стриминг                        | 1              | 22             | 125            | 39             | 11             | —              | —              | —              | 3              | - KOR: 330,661 - JPN: 14,485 - US: 2,000  | - KMCA: Платина                   |
| Still Dreaming            | - Релиз: 20 января 2021 года (Япония) - Лейбл: Big Hit Entertainment, Universal Music Japan - Формат: CD, цифровое скачивание, стриминг | —              | н/д            | —              | н/д            | 1              | 1              | —              | 173            | 4              | - JPN: 108,188                            | - Япония: Gold                    |
| The Chaos Chapter: Freeze | - Релиз: 31 мая 2021 года (Корея) - Лейбл: Big Hit Music, Republic - Формат: CD, digital download, стриминг                             | 1              | н/д            | 17             | н/д            | 1              | 1              | 21             | 5              | 1              | - KOR: 808,043 - JPN: 92,801 - US: 93,000 | - KMCA: 3× Платина - RIAJ: Золото |

### Переиздания
| Названия                           | Детали                                                                                                   | Высшая позиция | Высшая позиция | Высшая позиция | Высшая позиция | Высшая позиция | Высшая позиция | Высшая позиция | Высшая позиция | Высшая позиция | Продажи | Сертификация |
| Названия                           | Детали                                                                                                   | KOR            | AUS Dig.       | BEL (FL)       | FRA Dig.       | JPN            | JPN Hot        | SWI            | US             | US World       | Продажи | Сертификация |
| ---------------------------------- | --- | -------------- | -------------- | -------------- | -------------- | -------------- | -------------- | -------------- | -------------- | -------------- | ------- | ------------ |
| The Chaos Chapter: Fight or Escape | - Релиз: 17 августа 2021 года - Лейбл: Big Hit Music, Republic - Формат: CD, digital download, streaming | TBA            | TBA            | TBA            | TBA            | TBA            | TBA            | TBA            | TBA            | TBA            | TBA     | TBA          |

## Мини-альбомы
| Название                    | Информация об альбоме                                                                                    | Пиковая позиция в чартах | Пиковая позиция в чартах | Пиковая позиция в чартах | Пиковая позиция в чартах | Пиковая позиция в чартах | Пиковая позиция в чартах | Пиковая позиция в чартах | Пиковая позиция в чартах | Продажи                                  | Сертификация    |
| Название                    | Информация об альбоме                                                                                    | KOR                      | BEL                      | CAN                      | FRA Dig.                 | JPN                      | SWI                      | US                       | US World                 | Продажи                                  | Сертификация    |
| --------------------------- | --- | ------------------------ | ------------------------ | ------------------------ | ------------------------ | ------------------------ | ------------------------ | ------------------------ | ------------------------ | ---------------------------------------- | --------------- |
| The Dream Chapter: Star     | - Выпущен: 4 марта 2019 года - Лейбл: - Формат: CD, цифровая загрузка, стриминг                          | 1                        | 98                       | 100                      | 11                       | 3                        | 58                       | 140                      | 1                        | - KOR: 250,554 - JPN: 38,485 - US: 4,000 | - KMCA: Платина |
| The Dream Chapter: Eternity | - Выпущен: 18 мая 2020 года - Лейбл: Big Hit Entertainment - Формат: CD, цифровая загрузка, стриминг     | 2                        | 92                       | —                        | —                        | 1                        | —                        | —                        | 4                        | - KOR: 349,959 - JPN: 44,006             | - KMCA: Платина |
| Minisode1: Blue Hour        | - Выпущен: 26 октября 2020 года - Лейбл: Big Hit Entertainment - Формат: CD, цифровая загрузка, стриминг | 3                        | —                        | —                        | —                        | 1                        | —                        | 25                       | 1                        | - KOR: 415,761 - JPN: 42,219 (Физ.)      |                 |

## Синглы
| Название                                                                             | Год  | Высшая позиция | Высшая позиция | Высшая позиция | Высшая позиция | Высшая позиция | Высшая позиция | Продажи                           | Сертификация   | Альбом                      |
| Название                                                                             | Год  | KOR            | Hot 100        | JPN            | Hot 100        | NZ             | US World       | Продажи                           | Сертификация   | Альбом                      |
| ------------------------------------------------------------------------------------ | ---- | -------------- | -------------- | -------------- | -------------- | -------------- | -------------- | --------------------------------- | -------------- | --------------------------- |
| «Crown» (어느 날 머리에서 뿔이 자랐다)                                               | 2019 | 86             | 21             | —              | 24             | 29             | 1              |                                   |                | The Dream Chapter: Star     |
| «Cat & Dog» (English version)                                                        | 2019 | —              | —              | —              | —              | —              | —              |                                   |                | Сингл вне альбома           |
| «Our Summer» (Acoustic mix)                                                          | 2019 | —              | —              | —              | —              | —              | —              |                                   |                | Сингл вне альбома           |
| «9 and Three Quarters (Run Away)» (9와 4분의 3 승강장에서 너를 기다려)               | 2019 | 108            | 71             | 2              | 4              | 26             | 2              | - JPN: 110,560 (Физ.) - US: 2,000 | - RIAJ: Золото | The Dream Chapter: Magic    |
| «Can’t You See Me?» (세계가 불타버린 밤, 우린…)                                      | 2020 | 66             | 52             | —              | 43             | —              | 2              |                                   |                | The Dream Chapter: Eternity |
| «Drama» (Japanese version)                                                           | 2020 | —              | —              | 3              | 4              | —              | —              | - JPN: 95,997 (Физ.)              | - RIAJ: Золото | Сингл вне альбома           |
| «Blue Hour» (5시 53분의 하늘에서 발견한 너와 나)                                     | 2020 | 98             | 66             | —              | 57             | —              | 5              |                                   |                | Minisode1: Blue Hour        |
| «—» обозначает выпуски, которые не попали в чарты или не выпускались в этом регионе. |      |                |                |                |                |                |                |                                   |                |                             |

## Другие синглы попавашие в чарт
| Название                                                                              | Год  | Пиковые позиции | Пиковые позиции | Пиковые позиции | Альбом                      |
| Название                                                                              | Год  | KOR             | KOR Hot         | US World        | Альбом                      |
| ------------------------------------------------------------------------------------- | ---- | --------------- | --------------- | --------------- | --------------------------- |
| «Blue Orangeade»                                                                      | 2019 | —               | —               | 10              | The Dream Chapter: Star     |
| «Our Summer»                                                                          | 2019 | —               | —               | 17              | The Dream Chapter: Star     |
| «Cat & Dog»                                                                           | 2019 | —               | —               | 14              | The Dream Chapter: Star     |
| «New Rules»                                                                           | 2019 | —               | 100             | 16              | The Dream Chapter: Magic    |
| «20cm»                                                                                | 2019 | —               | —               | 18              | The Dream Chapter: Magic    |
| «Angel or Devil»                                                                      | 2019 | —               | —               | 21              | The Dream Chapter: Magic    |
| «Drama»                                                                               | 2020 | 170             | 93              | 9               | The Dream Chapter: Eternity |
| «Fairy of Shampoo» (샴푸의 요정)                                                      | 2020 | —               | 94              | 12              | The Dream Chapter: Eternity |
| «Maze in the Mirror» (거울 속의 미로)                                                 | 2020 | —               | —               | 18              | The Dream Chapter: Eternity |
| «Puma» (동물원을 빠져나온 퓨마)                                                       | 2020 | —               | —               | 16              | The Dream Chapter: Eternity |
| «Eternally»                                                                           | 2020 | —               | —               | 14              | The Dream Chapter: Eternity |
| «Ghosting»                                                                            | 2020 | —               | —               | 23              | Minisode1: Blue Hour        |
| «Wishlist»                                                                            | 2020 | —               | —               | 25              | Minisode1: Blue Hour        |
| «—» обозначает синглы, которые не попали в чарты или не были выпущены в этом регионе. |      |                 |                 |                 |                             |

## Саундтреки
| Название            | Год       | Альбом                     |
| Корейские           | Корейские | Корейские                  |
| ------------------- | --------- | -------------------------- |
| «Your Light»        | 2020      | Жить дальше                |
| Японские            |           |                            |
| «Everlasting Shine» | 2020      | Чёрный Клевер (12 опенинг) |
| «Force»             | 2021      | Импульс Мира               |

## Видеоклипы
| Название                       | Год  | Режиссёр                            | Ссылка |
| ------------------------------ | ---- | ----------------------------------- | ------ |
| «Crown»                        | 2019 | Оуи Ким (OUI)                       | [ 51 ] |
| «Crown (Choreography Version)» | 2019 | Оуи Ким (OUI)                       | [ 52 ] |
| «Blue Orangeade»               | 2019 | Ким Джа Кьён                        | [ 53 ] |
| «Cat & Dog»                    | 2019 | UNDERMOOD FILM                      |        |
| «Cat & Dog» (English ver.)     | 2019 | UNDERMOOD FILM                      | [ 54 ] |
| «Nap of a Star»                | 2019 | Уонмо Сон                           |        |
| «Our Summer»                   | 2019 | TXT                                 | [ 55 ] |
| «Run Away»                     | 2019 | Оуи Ким (OUI), Ёнсок Чхве (Lumpens) |        |
| «Magic Island»                 | 2019 | Уонмо Сон                           |        |
| «Angel or Devil»               | 2019 | Ким Чжа Кьён (Flexible Pictures)    | [ 56 ] |
| «Run Away» (Japanese Ver.)     | 2020 | Ким Чжа Кьён (Flexible Pictures)    | [ 57 ] |
| «Can’t You See Me»             | 2020 | Оуи Ким (OUI)                       |        |
| «Puma»                         | 2020 | Guzza (Lumpens)                     | [ 58 ] |
| «Eternally»                    | 2020 | Seong Wonmo (Digipedi)              | [ 59 ] |
| «Drama (Japanese ver.)»        | 2020 | Ko Yoo Jeong (Edie Ko)              | [ 60 ] |
| «Blue Hour»                    | 2020 | Guzza (Lumpens)                     | [ 61 ] |
| «We Lost The Summer»           | 2020 | Nuri Jeong (COSMO)                  | [ 62 ] |

### Комментарии
1. ↑  Eoneu nal meorieseo ppuri jaratda lit. "One Day Antlers Grew from My Head"
2. ↑  9wa 4bun-ui 3 seung-gangjang-eseo neoleul gidalyeo lit. "Waiting for You at Platform 9 3/4"
3. ↑  Японская версия «Run Away» (9と4分の3番線で君を待つ) был выпущен 15 января 2020 года как часть дебютного японского сингла TXT Magic Hour.
4. ↑  Японская версия «Drama» была предварительно выпущена 7 августа 2020 года в виде цифрового сингла и заглавной песни со второго японского сингла TXT Drama.